# Сітрес-Сіті (Техас)
Сітрес-Сіті (англ. Citrus City) — переписна місцевість (CDP) в США, в окрузі Ідальго штату Техас. Населення — 3291 особа (2020).

## Географія
Сітрес-Сіті розташований за координатами 26°19′41″ пн. ш. 98°23′32″ зх. д. / 26.32806° пн. ш. 98.39222° зх. д. (26.328071, -98.392315).  За даними Бюро перепису населення США в 2010 році переписна місцевість мала площу 5,29 км², уся площа — суходіл.

## Демографія
Згідно з переписом 2010 року, у переписній місцевості мешкала 2321 особа в 548 домогосподарствах у складі 478 родин. Густота населення становила 438 осіб/км².  Було 579 помешкань (109/км²).
Расовий склад населення:
| - 88,5 % — білих - 0,3 % — чорних або афроамериканців - 9,7 % — осіб інших рас |

До двох чи більше рас належало 1,6 %. Частка іспаномовних становила 87,3 % від усіх жителів.
За віковим діапазоном населення розподілялося таким чином: 40,7 % — особи молодші 18 років, 55,0 % — особи у віці 18—64 років, 4,3 % — особи у віці 65 років та старші. Медіана віку мешканця становила 24,4 року. На 100 осіб жіночої статі у переписній місцевості припадало 105,4 чоловіків;  на 100 жінок у віці від 18 років та старших — 99,4 чоловіків також старших 18 років.
Середній дохід на одне домашнє господарство  становив 19 122 долари США (медіана — 17 021), а середній дохід на одну сім'ю — 17 993 долари (медіана — 16 216). Медіана доходів становила 15 335 доларів для чоловіків та 13 378 доларів для жінок. За межею бідності перебувало 86,7 % осіб, у тому числі 98,4 % дітей у віці до 18 років та 0,0 % осіб у віці 65 років та старших.
Цивільне працевлаштоване населення становило 1071 особа. Основні галузі зайнятості: будівництво — 22,3 %, освіта, охорона здоров'я та соціальна допомога — 21,8 %, науковці, спеціалісти, менеджери — 14,7 %, мистецтво, розваги та відпочинок — 10,1 %.